# Jan Urbánek
Jan Urbánek   (Knovíz, 1808 - Berlín, 1895) fou un músic txec que assolí gran notorietat com a concertista de violí, durant la meitat del segle xix i actuà durant molts anys com a concertino del Königsstädtisches Theater de Berlín.